# Lista râurilor din Israel
Aceasta este o listă a râurilor din Israel. Această listă este aranjată pe bazine de drenaj, cu afluenții respectivi indentați sub numele fiecărui flux mai mare.
Naval (ebraică) și Wadi (arabă) se traduc de obicei prin Pârâu, mai rar Râu.
Fluxurile din Cisiordania în întregime nu sunt listate aici

## Marea Mediterană
Râuri care se varsă în Marea Mediterană, enumerate de la nord la sud.
- Nahal Betzet (arabă: Wadi Karkara)
- Nahal Kziv (arabă: Wadi al-Qarn)
- Râul Ga'aton
- Râul Belus (ebraică: Nahal Na'aman, arabă: Nahr al-Na'mein)
- Râul Chișon
- Nahal Taninim (arabă: Wadi az-Zarqa)
- Hadera Stream (arabă: Nahr Akhdar)
- Nahal Alexander
- Nahal Poleg (arabă: Wadi al-Faliq)
- Râul Yarkon
  - Wadi Qana sau Qanah (ebraică: Nahal Qanah)
  - Râul Ayalon (arabă: Wadi Musrara)
  - Nahal Shiloh/Wadi Amuriya
- Nahal Sorek (arabă: Wadi al-Sarar)
- Râul Lakhish (arabă: Wadi Suqrir)
- Nahal Shikma sau Shiqma (arabă: Wadi el-Hesi), locul  unei bătălii importante din timpul Primului Război Mondial battil
- HaBesor Stream (arabă: Wadi Ghazzeh/Gaza (în aval) și Wadi esh-Shallaleh (în amonte])
  - Nahal Gerar (arabă: Wadi esh-Sheri'a / Wady el Sharia)
  - Nahal Be'er Sheva
    - Nahal Hevron (engleză: Râul sau Pârâul Hebron, arabă: Wadi al-Samen sau Wadi al-Khalil)

## Marea Moartă
Râuri care se varsă în Marea Moartă. Afluenții râului Iordan sunt enumerați de la nord la sud, acolo unde este necesar de la est la vest.

### Râul Iordan și afluenții săi
- Râul Iordan

#### De la poalele Muntelui Hermon și Libanului de Sud
- - Râul Banias (ebraică: NahalHermon)
  - Râul Dan
  - Râul Hasbani (ebraică: Nahal Snir)
  - Nahal Ayun

#### Din Galileea până la râul Iordan superior
- - Nahal Dishon (arabă: Wadi al-Hindaj)
  - Nahal Hazor
  - Nahal Mahanayim

#### Din Galileea până la Marea Galileii
- - Nahal Korazim
  - Nahal Amud (arabă: Wadi al-Amud)
  - Nahal Zalmon (arabă: Wadi al-Rubudiyeh)
  - Nahal Arbel (arabă: Wadi al-Hamam)

#### Din Galileea până la râul Iordan de Jos
- - Nahal Yavne'el (arabă: Wadi Fidjdjas, uneori scris Fijas)
  - Râul Yarmouk
  - Nahal Tavor (română: Pârâul Tabor)
  - Nahal Yissakhar

#### De la văi până la râul Iordan
- - Nahal Harod

Afluenții din Cisiordania nu sunt enumerați aici Este vorba despre pâraiele din Cisiordania, de la izvor până la Marea Moartă.

### Din deșertul iudaic până la Marea Moartă
- Nahal Yishai (Cisiordania și Israel)
- Nahal David (Cisiordania și Israel); vezi articolul german la d e:Wadi Sdeir
- Nahal Arugot (Cisiordania și Israel); a se vedea articolul german la d e:Nachal Arugot
- Nahal Tsruya (Cisiordania și Israel)
- Nahal Hever (Cisiordania și Israel)
- Nahal Asa'el (Cisiordania și Israel)
- Nahal Mishmar (cea mai mare parte în Israel)
- Nahal Miflat (Israel); vezi articolul ebraic la he:נחל מפלט
- Nahal Harduf (Cisiordania și Israel)
  - Pârâul Tze'elim (Israel)

### De la Negev la Marea Moartă
- Nahal Zin, legat cu Deșertul Zin

### Negev la Valea Arava la Marea Moartă
- Nahal HaArava
  - Nahal Neqarot
    - Nahal Ramon

  - Nahal Shivya
  - Nahal Paran
  - Nahal Hiyyon

## Marea Roșie (Golful Eilat)
Pâraiele se varsă în Golful Eilat din Marea Roșie.
- Nahal Shahmon
- Nahal Shlomo (lit. Pârâul Solomon)